# Цетиње
Цетиње је град и пријестоница Црне Горе (главни град Црне Горе је Подгорица). Град је смјештен у истоименом крашком пољу које се налази у јужном дијелу државе, подно планине Ловћен, на просјечној надморској висини од 670 m. Према попису из 2023. било је 12.504 становника.
Због своје аутентичне архитектуре и великог броја историјских грађевина, реликвија, манастира, цркви и музеја, овај град је добио назив „град-музеј”. На Цетињу се налази званична резиденција предсједника Црне Горе.

## Географија
Цетиње се налази на крашком пољу површине око 7 2, са просечном надморском висином од 671 .

### Клима
Умјерено континентална. Топла и сушна љета, просјечне температуре од 20 °; хладне и влажне зиме, просјечне температуре 2 °; кишовита прољећа и јесени.
Интересан је податак да, иако је један је од најкишовитијих градова у Европи, те град са највећом просјечном количином падавина на простору бивше Југославије, сам град нема површинских водотокова.

## Значење имена
Коријен ријечи Цетиња вуче од прасловенске ријечи *kaito, што значи шума, шумовити крај, што се односи на четинарске шуме.

## Историја
Равница у којој се налазило мање насеље (село) Цетиње, звала се крајем XIV вијека Цетињско поље: по ријеци Цетини, која је текла пољем до краја XVII вијека. Насеље се у историјским изворима први пут помиње 1440. године, а око 1450. године, на Цетињу је подигнута црква, позната под именом Влашка црква. Настанак данашњег Цетиња веже се 15. вијек и владара Зете Ивана Црнојевића. Наиме, изгубивши од Турака дотадашњу престоницу Жабљак, Иван Црнојевић је одлучио да премјести своје сједиште у неприступачније крајеве - у крашко поље подно Ловћена, саградивши 1482. године двор, а потом и манастир Свете Богородице, у који је касније премјестио сједиште Зетске митрополије.
Непрестане борбе против Турака доводе до двовјековне стагнације у развоју Цетиња. Поновни развој почиње тек крајем 17. вијека доласком династије Петровић на власт у Црној Гори, а већа урбанизација и значајнији напредак слиједи са доласком Петра II Петровића Његоша на власт. За вријеме његове владавине изграђена је и чувена Биљарда.
На мјесту на коме се, могуће, налазио двор Ивана Црнојевића, владика Данило је 1701. године подигао Цетињски манастир. Његошева резиденција позната као Биљарда, налази се у историјском језгру Цетиња у непосредној близини Цетињског манастира. Изграђена је 1838. године.
Цетиње се даље архитектонски и урбано-популацијски развијало пропорционално развоју црногорске државотворности, тј. упоредо са проглашењем Књажевине Црне Горе (1852. године под књазом Данилом I Петровићем), те признањем самосталности (1878. на Берлинском конгресу) и, коначно, Краљевине Црне Горе (1910. за вријеме владавине краља Николе I Петровића).
Први водовод је изграђен 1891. године, а вода је стизала из Обзовице, са извора Грохот. 
За вријеме владавине Николе I, у Цетињу је подигнут нови двор, први хотел, болница, Дјевојачки институт, а проглашењем самосталности и успостављањем дипломатских односа са европским државама и Владин дом, те многобројне амбасаде. Изграђене на јако малој међусобној удаљености, а у различитим архитектонским стиловима, ове грађевине дају Цетињу урбану слику града јединствену у Европи.
Након Првог свјетског рата, Црна Гора је прогласила уједињење са Србијом, односно Краљевином СХС/Краљевином Југославијом, а Цетиње постаје сједиште Зетске бановине. Оставши и даље значајним центром, Цетиње се у периоду између два свјетска рата несметано развијало, увећавајући се и популацијски и територијално и инфраструктурално. Половином 1920-тих мјесто се описује као "мртво" и у опадању; Двор Петровића је испретуран и запуштен. Темељи Гимназије Кнеза Павла су освећени 26. септембра 1935. Привреда краја око Цетиња је опала: стоке је било знатно мање, пресушиле су дознаке из иностранства, дугови сељака су порасли. Дјеца у Старој Црној гори су била "слабо развијена и запуштена", снабдијевање водом је било проблем.
Период након Другог свјетског рата доводи до стагнације Цетиња. Наиме, проглашењем Титограда административним центром и главним градом СР Црне Горе, као саставног дијела ФНРЈ/СФРЈ Цетиње губи значај који је до тада имало. Губећи велики дио дотадашњих прихода, град је педесетих и шездесетих година прошлог вијека преживљавао привредну кризу. Покретање индустријских погона, као што су фабрика обуће „Кошута“, електроиндустријски холдинг „Обод“ те транспортно предузеће „Бојана“, као и побољшање инфраструктуре (изградња саобраћајница према Титограду и мору, побољшање електроенергетске и водоводне мреже), успјели су до краја осамдесетих година овог вијека донекле извући овај град и његово становништво из кризе. Међутим, пад социјализма, транзиција и крвави распад СФРЈ узроковали су пад окосница цетињске привреде, те су поново становништво овог града довели у незавидан економски и социјални положај.

## Култура и образовање
Цетиње је посљедњих пет вијекова културно и образовно сједиште Црне Горе, па тако баштини огромно књижевно, музејско и архивско благо, које се већином чува кроз пет републичких институција: Народни музеј Црне Горе, Архив Црне Горе, Централна народна библиотека „Ђурђе Црнојевић“, Краљевско црногорско народно позориште „Зетски дом“, те Републички завод за заштиту споменика културе.
Међутим, Цетиње није само познато по својим грађевинама и историјским споменицима, већ својој вјековима дугој штампарској традицији, богатим библиотекама, као и по својим умјетницима - овај град је за својег постојања изродио и угостио значајан број књижевника и сликара, те стога не чуди што су се у овом граду смјестиле три академије - Факултет ликовних умјетности, факултет драмских умјетности, те Музичка академија.
Црнојевићи су основали прву штампарију (1493—1496). Прво штампано дјело било је Октоих. Касније је и Његош основао своју штампарију (1833—1852, у којој су објављене његове прве пјесме. Од 1858 до 1932 постојала је и Државна штампарија, а послије Другог свјетског рата 1945. основано је Издавачко предузеће „Народна књига“ (1945—1958) односно „Обод“. Најстарије школске установе биле су: Његошева школа 1869, Богословско-учитељска школа и Дјевојачки институт 1869, Гимназија 1880, Официрска артиљеријска школа 1903, Учитељска школа 1919. и Богословија 1921. године. Цетињска читаоница основана је 1868. године, у оквиру које су дјеловали: Пјевачко друштво (1871), Библиотека (1879), Добровољно позоришно друштво (1883), Музеј (1893), Архив (1895).
И данас на Цетињу као једина такве врсте у Црној Гори ради Богословија Светог Петра Цетињског, која је обновила свој рад 1992. године.

### Цетињски бијенале
Међународни бијенале савремене ликовне умјетности, које се од 1990. одржава сваке друге године. Идејни творац овог бијенала је принц Никола Петровић, праунук краља Николе I. Од свог зачетка до данас, ова културна манифестација све више добива на значају, како у регији тако и у Европи.

## Знаменитости
Три велике хришћанске реликвије налазе се на Цетињу. То су: рука светог Јована Крститеља, честица Часног Крста Господњег и икона Пресвете Богородице Филермосе. Прве двије се чувају у Цетињском манастиру, а трећа у Плавој капели зграде Владиног дома.

### Цркве и манастири
Цетиње има четири цркве, и све четири су посвећене Рођењу Пресвете Богородице. То су: црква Цетињског манастира, Црква на Ћипуру, Влашка црква и црква на цетињском Старом гробљу. Вјековима се тај празник славио као слава града Цетиња, до доласка комуниста на власт, а и данас многе породице на Цетињу славе овај празник као своје крсно име. Организација политичко-вјерског карактера, Црногорска православна црква, има на Цетињу објекат, за који њихови сљедбеници мисле да је црква. Посветили су је Ивану Црнојевићу, којег сматрају светитељем (у календару сина Ивана Црнојевића, Ђурађа, из 1494., штампаном на Цетињу, види се да су славили као свете Светог Саву и Симеона мироточивог, које је ово удружење избацило из свог календара).
- Цетињски манастир - саградио га је 1701. године владика Данило Петровић, смјештен у непосредној близини Биљарде и Двора краља Николе.
- Манастир Црнојевића - са црквом Пресвете Богородице, подигао га оснивач Цетиња Иван Црнојевић 1484. године. Манастир су разорили Турци 1692, а на мјесту цркве Пресвете Богородице краљ Никола I је 1886. саградио капелу. Данас се у овој капели налазе посмртни остаци Краља Николе I и краљице Милене.
- Влашка црква - подигнута у 15 вијеку као црква Рођења Богородице. Рушена у 17. и 18. вијеку. Поново подигнута 1864. године, када је добила и данашњи назив.
- Црква на Ћипуру Изграђена је од кнеза Николе. Ту су сахрањени Иван Црнојевић и краљ Никола са својом супругом, краљицом Миленом.

### Музеји
- Музеј Цетињског манастира - смјештен у дијелу манастирских конака, садржи бројне вриједне експонате као што су сви архијерејски орнати Династије Петровић-Његош и крст архимандрита Григорија Нестора, те богате збирке рукописних књига, инкунабула и икона.
- Историјски музеј - смјештен у згради Владиног дома, обухвата културну друштвено-економску, политичку и војну прошлост Црне Горе од предсловенског периода до данас.
- Етнографски музеј Црне Горе - смјештен у згради некадашњег Српског посланства, са збиркама који посјетиоцима могу дочарати древне начине исхране, привређивања и одијевања, инструменте и оруђа црногорских предака.
- Његошев музеј - смјештен у Биљарди, посвећен Петру II Петровићу Његошу. Обухвата Његошеву резиденцију, дио Његошеве библиотеке, те дио библиотеке Петра I Петровића Његоша.
- Његошева родна кућа - недалеко од Цетиња, у његушком засеоку Ераковићи.
- Државни музеј Црне Горе - смјештен у двору краља Николе I, реконструкција резиденције краља, са аутентичним примјерцима намјештаја, те другим предметима кориштеним од стране краљевске породице.
- Умјетнички музеј Црне Горе - смјештен у згради Владиног дома. Националну галерију овог музеја чине: Галерија умјетности југословенских народа и народности, Галерија црногорске ликовне умјетности, Галерија икона, Галерија копија фресака, те Спомен збирка Милице Сарић-Вукмановић.

## Саобраћај
Цетиње је данас добро комуникацијски увезано са осталим дијеловима Црне Горе. Налази се на магистралној комуникацији Подгорица-Цетиње-Будва. Од оба града је удаљено око 30 km. Аеродром у Тивту налази се на око 50 km удаљености, а лука Бар око 70 km.

## Демографија
Према попису из 2023. било је 12.460 становника. Цетиње је по броју становника једна од средњих јединица локалне самоуправе у Црној Гори. Пријестоница Цетиње има 14.465 становника.
Године 1931. насеље је имало 8.982 становника.
|             | \| Демографија[15] \| Демографија[15] \| Демографија[15] \| \| Година \| Становника \| Становника \| \| --------------- \| --------------- \| --------------- \| \| \| \| \| \| \| \| \| \| \| \| \| \| \| \| \| \| 1948. \| 9.038 \| \| \| 1953. \| 9.102 \| \| \| 1961. \| 9.359 \| \| \| 1971. \| 11.876 \| \| \| 1981. \| 14.088 \| \| \| 1991. \| 15.946 \| 15.843 \| \| 2003. \| 15.325 \| 15.137 \| \| 2011. \| \| 13.918 \| \| 2023. \| \| 12.460 \| |            |
| Демографија | |            |
| Година      | Становника | Становника |
|             | |            |
|             | |            |
|             | |            |
|             | |            |
| 1948.       | 9.038 |            |
| 1953.       | 9.102 |            |
| 1961.       | 9.359 |            |
| 1971.       | 11.876 |            |
| 1981.       | 14.088 |            |
| 1991.       | 15.946 | 15.843     |
| 2003.       | 15.325 | 15.137     |
| 2011.       | | 13.918     |
| 2023.       | | 12.460     |

| Етнички састав према попису из 2011.‍ | Етнички састав према попису из 2011.‍ | Етнички састав према попису из 2011.‍ | Етнички састав према попису из 2011.‍ | Етнички састав према попису из 2011.‍ |
| ------------------------------------ | ------------------------------------ | ------------------------------------ | ------------------------------------ | ------------------------------------ |
|                                      |                                      |                                      |                                      |                                      |
| Црногорци                            | Црногорци                            |                                      | 12.705                               | 91,28%                               |
| Срби                                 | Срби                                 |                                      | 539                                  | 3,87%                                |
| Албанци                              | Албанци                              |                                      | 37                                   | 0,26%                                |
| Хрвати                               | Хрвати                               |                                      | 37                                   | 0,26%                                |
| Роми                                 | Роми                                 |                                      | 28                                   | 0,20%                                |
| Црногорци-Срби                       | Црногорци-Срби                       |                                      | 20                                   | 0,14%                                |
| Македонци                            | Македонци                            |                                      | 19                                   | 0,13%                                |
| Југословени                          | Југословени                          |                                      | 16                                   | 0,11%                                |
| Муслимани                            | Муслимани                            |                                      | 12                                   | 0,08%                                |
| Срби-Црногорци                       | Срби-Црногорци                       |                                      | 12                                   | 0,08%                                |
| Мађари                               | Мађари                               |                                      | 10                                   | 0,07%                                |
| Бошњаци                              | Бошњаци                              |                                      | 7                                    | 0,05%                                |
| Италијани                            | Италијани                            |                                      | 6                                    | 0,04%                                |
| Словенци                             | Словенци                             |                                      | 6                                    | 0,04%                                |
| остали                               | остали                               |                                      | 50                                   | 0,36%                                |
| регионална припадност                | регионална припадност                |                                      | 6                                    | 0,04%                                |
| неизјашњени                          | неизјашњени                          |                                      | 394                                  | 2,83%                                |

| \| \| м \| \| \| ж \| \| ? \| 24 \| \| \| 35 \| \| 80+ \| 70 \| \| \| 188 \| \| 75—79 \| 102 \| \| \| 200 \| \| 70—74 \| 217 \| \| \| 267 \| \| 65—69 \| 285 \| \| \| 396 \| \| 60—64 \| 312 \| \| \| 363 \| \| 55—59 \| 342 \| \| \| 421 \| \| 50—54 \| 520 \| \| \| 567 \| \| 45—49 \| 569 \| \| \| 591 \| \| 40—44 \| 535 \| \| \| 600 \| \| 35—39 \| 514 \| \| \| 589 \| \| 30—34 \| 513 \| \| \| 512 \| \| 25—29 \| 540 \| \| \| 525 \| \| 20—24 \| 652 \| \| \| 650 \| \| 15—19 \| 658 \| \| \| 608 \| \| 10—14 \| 558 \| \| \| 598 \| \| 5—9 \| 471 \| \| \| 452 \| \| 0—4 \| 354 \| \| \| 339 \| \| Просек : \| 512 \| \| \| 76 \| |     |  |  |     |
| |     |  |  |     |
| | м   |  |  | ж   |
| ? | 24  |  |  | 35  |
| 80+ | 70  |  |  | 188 |
| 75—79 | 102 |  |  | 200 |
| 70—74 | 217 |  |  | 267 |
| 65—69 | 285 |  |  | 396 |
| 60—64 | 312 |  |  | 363 |
| 55—59 | 342 |  |  | 421 |
| 50—54 | 520 |  |  | 567 |
| 45—49 | 569 |  |  | 591 |
| 40—44 | 535 |  |  | 600 |
| 35—39 | 514 |  |  | 589 |
| 30—34 | 513 |  |  | 512 |
| 25—29 | 540 |  |  | 525 |
| 20—24 | 652 |  |  | 650 |
| 15—19 | 658 |  |  | 608 |
| 10—14 | 558 |  |  | 598 |
| 5—9 | 471 |  |  | 452 |
| 0—4 | 354 |  |  | 339 |
| Просек : | 512 |  |  | 76  |

| Број домаћинстава према пописима из периода 1948—2003. | Број домаћинстава према пописима из периода 1948—2003. | Број домаћинстава према пописима из периода 1948—2003. | Број домаћинстава према пописима из периода 1948—2003. | Број домаћинстава према пописима из периода 1948—2003. | Број домаћинстава према пописима из периода 1948—2003. | Број домаћинстава према пописима из периода 1948—2003. | Број домаћинстава према пописима из периода 1948—2003. |
| Година пописа                                          | 1948.                                                  | 1953.                                                  | 1961.                                                  | 1971.                                                  | 1981.                                                  | 1991.                                                  | 2003.                                                  |
| ------------------------------------------------------ | ------------------------------------------------------ | ------------------------------------------------------ | ------------------------------------------------------ | ------------------------------------------------------ | ------------------------------------------------------ | ------------------------------------------------------ | ------------------------------------------------------ |
| Број домаћинстава                                      | 2.975                                                  | 2.919                                                  | 2.785                                                  | 3.440                                                  | 4.081                                                  | 4.595                                                  | 4.599                                                  |

| Број домаћинстава по броју чланова према попису из 2003. | Број домаћинстава по броју чланова према попису из 2003. | Број домаћинстава по броју чланова према попису из 2003. | Број домаћинстава по броју чланова према попису из 2003. | Број домаћинстава по броју чланова према попису из 2003. | Број домаћинстава по броју чланова према попису из 2003. | Број домаћинстава по броју чланова према попису из 2003. | Број домаћинстава по броју чланова према попису из 2003. | Број домаћинстава по броју чланова према попису из 2003. | Број домаћинстава по броју чланова према попису из 2003. | Број домаћинстава по броју чланова према попису из 2003. | Број домаћинстава по броју чланова према попису из 2003. |
| Број чланова                                             | 1                                                        | 2                                                        | 3                                                        | 4                                                        | 5                                                        | 6                                                        | 7                                                        | 8                                                        | 9                                                        | 10 и више                                                | Просек                                                   |
| -------------------------------------------------------- | -------------------------------------------------------- | -------------------------------------------------------- | -------------------------------------------------------- | -------------------------------------------------------- | -------------------------------------------------------- | -------------------------------------------------------- | -------------------------------------------------------- | -------------------------------------------------------- | -------------------------------------------------------- | -------------------------------------------------------- | -------------------------------------------------------- |
| Број домаћинстава                                        | 4.587                                                    | 805                                                      | 813                                                      | 800                                                      | 1.106                                                    | 707                                                      | 245                                                      | 76                                                       | 24                                                       | 7                                                        | 4                                                        |

| Пол    | Укупно | Неожењен/Неудата | Ожењен/Удата | Удовац/Удовица | Разведен/Разведена | Непознато |
| ------ | ------ | ---------------- | ------------ | -------------- | ------------------ | --------- |
| Мушки  | 5.853  | 2.359            | 3.163        | 158            | 123                | 50        |
| Женски | 6.512  | 2.022            | 3.156        | 978            | 278                | 78        |
| УКУПНО | 12.365 | 4.381            | 6.319        | 1.136          | 401                | 128       |

| Пол    | Укупно                    | Пољопривреда, лов и шумарство | Рибарство                            | Вађење руде и камена | Прерађивачка индустрија       |
| ------ | ------------------------- | ----------------------------- | ------------------------------------ | -------------------- | ----------------------------- |
| Мушки  | 2.308                     | 21                            | 3                                    | 1                    | 690                           |
| Женски | 2.276                     | 6                             | 1                                    | 2                    | 624                           |
| Укупно | 4.584                     | 27                            | 4                                    | 3                    | 1.314                         |
|        |                           |                               |                                      |                      |                               |
| Пол    | Производња и снабдевање   | Грађевинарство                | Трговина                             | Хотели и ресторани   | Саобраћај, складиштење и везе |
| Мушки  | 111                       | 56                            | 297                                  | 125                  | 205                           |
| Женски | 30                        | 14                            | 368                                  | 110                  | 62                            |
| Укупно | 141                       | 70                            | 665                                  | 235                  | 267                           |
|        |                           |                               |                                      |                      |                               |
| Пол    | Финансијско посредовање   | Некретнине                    | Државна управа и одбрана             | Образовање           | Здравствени и социјални рад   |
| Мушки  | 18                        | 27                            | 188                                  | 71                   | 73                            |
| Женски | 27                        | 37                            | 183                                  | 198                  | 233                           |
| Укупно | 45                        | 64                            | 371                                  | 269                  | 306                           |
|        |                           |                               |                                      |                      |                               |
| Пол    | Остале услужне активности | Приватна домаћинства          | Екстериторијалне организације и тела | Непознато            | Непознато                     |
| Мушки  | 254                       | 0                             | 4                                    | 164                  | 164                           |
| Женски | 240                       | 1                             | 13                                   | 127                  | 127                           |
| Укупно | 494                       | 1                             | 17                                   | 291                  | 291                           |

## Познате личности
- Петар II Петровић Његош, српски православни владика, поглавар Црне Горе, пјесник и филозоф
- Никола I Петровић Његош, књаз и краљ Црне Горе
- Мирко Петровић Његош, принц и велики војвода од Грахова и Зете
- Александар I Карађорђевић, регент Србије и краљ Југославије
- Петар I Петровић Његош, српско православни митрополит, поглавар Старе Црне Горе, светац Српске Православне Цркве
- Славко Перовић, југословенски и црногорски политичар, оснивач Либералног Савеза Црне Горе
- Алекса Бечић, црногорски политичар и економиста, Предсједник Скупштине Црне Горе (2020-2022)
- Бранко Костић, југословенски политичар, универзитетски професор, Генерални Секретар Покрета Несврстаних (1991-1992)
- Пеко Дапчевић, народни херој Југославије, југословенски политичар и дипломата, начелник Генералштаба ЈНА
- Шако Петровић Његош, српски богослов, први предсједник Народне Скупштине Књажевине Црне Горе, први предсједник Народне Странке
- Митар Мартиновић, црногорски политичар и дипломата, командант Ловћенског Одреда и дивизијски генерал Југословенске Краљевске Војске
- Крсто Поповић, официр црногорске војске и један од вођа Божићне побуне 1919
- Петар Лубарда, српски и југословенски сликар и академик
- Мило Милуновић, југословенски и српски сликар, ликовни критичар и универзитетски професор
- Милош Вушковић, српски сликар, илустратор, карикатуриста и професор
- Фредерик Росиф, југословенски и француски филмски и телевизијски редитељ
- Жарко Лаушевић, југословенски и српски глумац и писац
- Сузана Прибиловић, црногорска суткиња и политичарка
- Божидар Ивановић, југословенски и црногорски шахиста, политичар и шаховски велемајстор (1978)
- Веселин Вујовић, југословенски и црногорски рукометаш и рукометни тренер
- Петар Каписода, југословенски и црногорски рукометаш и рукометни тренер
- Милица Дабовић, српска кошаркашица
- Данка Ковинић, црногорска тенисерка
- Арсеније III Црнојевић, архиепископ пећки и патријарх српски, поглавар православних Срба у Хабзбуршкој монархији
- Момчило Оташевић, црногорски и хрватски филмски, позоришни и телевизијски глумац
- Петар Стругар, црногорски и српски глумац и водитељ
- Владислав Дајковић, црногорски политичар и политички активиста
- Светлана Кана Радевић, прва жена архитекта у Црној Гори
- Драган Радуловић, црногорски књижевник и професор филозофије

## Партнерски градови
- Скадар, Албанија
- Велика Кладуша, Босна и Херцеговина
- Источно Сарајево, Босна и Херцеговина
- Велико Трново, Бугарска
- Дижон, Француска
- Нафплио, Грчка
- Ахаја, Грчка
- Дубровник, Хрватска
- Сплит, Хрватска
- Ријека, Хрватска
- Санта Северина, Италија
- Сполето, Италија
- Ларнака, Кипар
- Нирнберг, Њемачка
- Синаја, Румунија
- Кострома, Русија
- Марибор, Словенија
- Мали Иђош, Србија
- Врање, Србија
- Газијантеп, Турска
- Харков, Украјина[18]